# Henry Hörberg
John Henry Leonard Hörberg, född 9 mars 1912 i Nyköping, död 20 maj 2007, var en svensk konstnär.
Han var son till disponenten Jonatan Hörberg och Mandis Arfvedsson samt från 1935 gift med Ann-Britt Lindeberg. Han var vidare sonsons sonson till Pehr Hörberg. Han studerade vid Blombergs målarskola i Stockholm 1930 och vid konstakademierna i Königsberg 1931–1932 samt Düsseldorf 1935–1937 och för Frans Wilhelm Odelmark 1932–1935. Separat ställde han bland annat ut i Sunne och han medverkade i samlingsutställningar med olika konstföreningar. Hans konst består av landskap och arkitekturmotiv i olja.